# 鄭愛利
鄭愛利（1960年8月11日—），韓國女演員。

## 演藝經歷
1978年透過KBS新人演員徵選踏入藝能界。1980年以電影《傘下的的三個女人》初涉大銀幕，1985年演出電視劇《愛與真實》「孝善」一角出名，獲得第21回百想藝術大賞電視劇部門最佳演技獎提名。而後跨足於小銀幕與大銀幕之間琢磨演技，1999年以《夫婦診所 愛情與戰爭》一劇中調解委員的角色獲得觀眾青睞再次迎來演藝事業的第二次全盛期。
2000年起投入演出多部戲劇，從作家林成漢的《花仙女》到《巴黎戀人》、《不滅的李舜臣》、《愛情與野望》、《還是喜歡你》等作品，演出了重要的配角角色，獲得「名品配角」的封號。再者，在《正祖暗殺之謎－8天》中演出冰山美人惠慶宮洪氏，2008年在《你是我的命運》中演出失去愛女的母親等詮釋出更精湛高深的演技。之後，鄭愛利這個名字成為收視率的保證，演技令人印象深刻，例如2008年KBS《太陽的女子》中失去親生女兒而歇斯底里的母親「崔延熙」、SBS《妻子的誘惑》中後悔沒能付出母愛的「閔賢珠」等，成為人人稱羨的中堅演員。

## 演出作品

### 電視劇

#### 1980年代
- 1981年 MBC《第一共和國》飾演 金寿任
- 1986年 MBC《愛與野心》
- 1986年 MBC《愛與真實》飾演 孝善

#### 1990年代
- 1990年 MBC《叛離的薔薇》飾演 徐智賢
- 1991年 KBS《小偷的妻子》
- 1991年 KBS《附近的山谷》
- 1995年 KBS《路》
- 1995年：KBS《地面共振》
- 1998年 SBS《三金時代》飾演 DJ的夫人 李熙瑚 女士
- 1998年 KBS《恩雅的花園》
- 1999年 KBS《夫婦診所 愛情與戰爭》飾演 調停委員
- 1999年 KBS《另一半》飾演 卞在蘭

#### 2000年代
- 2001年 SBS《順子》飾演 黃承理
- 2003年 KBS《小爸爸上學去》飾演 孔心蘭／宮芯蘭
- 2004年 SBS《巴黎戀人》飾演 韓琦慧
- 2004年 MBC《花仙女》飾演 袁素貞
- 2004年 KBS《不滅的李舜臣》飾演 李舜臣的母親 卞氏
- 2005年 SBS《威尼斯戀人》飾演 熙真
- 2006年 SBS《愛情與野望》飾演 泰俊兄弟的母親
- 2006年 KBS《告別單身》飾演 朴景惠
- 2007年 KBS《比天高比地厚》飾演 朴明姿
- 2007年 KBS《為尋花而來》飾演 孔夫人
- 2007年 KBS《漢城別曲-正》飾演 黛妃
- 2007年 MBC《還是喜歡你》飾演 趙新慈
- 2007年 CGV《正祖暗殺之謎－8天》飾演 惠慶宮洪氏
- 2008年 KBS《你是我的命運》飾演 吳英淑
- 2008年 KBS《太陽的女子》飾演 崔延熙
- 2008年 SBS《妻子的誘惑》飾演 閔賢珠
- 2009年 MBC《衝吧！我的愛》飾演 鄭秀熙
- 2009年 MBC《不能停止》飾演 林鳳子

#### 2010年代
- 2010年 SBS《摘星星給我》飾演 李敏京
- 2010年 MBC《蒲公英家族》飾演 尹善希
- 2010年 KBS《近肖古王》飾演 召西奴
- 2010年 SBS《笑吧！東海》飾演 洪慧淑
- 2011年 MBC《你真漂亮》飾演 羅明姿
- 2011年 KBS《只有你》飾演 吳奉子
- 2011年 JTBC《醱酵家族》飾演 鄭賢淑
- 2012年 SBS《我人生的甘霖》飾演 柳智宣
- 2012年 MBC《不能沒有你的生活》飾演 閔在熙
- 2012年 tvN《玻璃假面》飾演 沈惠順
- 2013年 KBS《紅寶石戒指》飾演 柳吉子
- 2014年 KBS《純金的地》飾演 世云堂夫人
- 2014年 SBS《天使之眼》飾演 吳永芝
- 2014年 KBS《黃金交叉》飾演 吳琴實
- 2014年 SBS《奔跑吧薔薇》飾演 洪女士
- 2015年 SBS《我的心一閃一閃》飾演 姜成淑
- 2015年 KBS《蒙面檢察官》飾演 林志淑
- 2015年 MBC《美麗的你》飾演 趙英萱
- 2015年 SBS《村莊：阿雉阿拉的祕密》飾演 舂米大嬸
- 2016年 MBC《好人》飾演 車勝熙
- 2017年 SBS《愛情的溫度》飾演 朴美娜
- 2017年 MBC《逆流》飾演 呂香美
- 2018年 JTBC《經常請吃飯的漂亮姐姐》飾演 李圭民的媽媽（特別出演）
- 2018年 MBC《我的愛情治癒記》飾演 許松珠
- 2018年 JTBC《Sky Castle》飾演 尹女士
- 2019年 SBS《初次見面我愛你》飾演 沈海蘿
- 2019年 SBS《V.I.P》飾演 韓淑英
- 2019年 MBC《壞愛情》飾演 張華蘭
- 2019年 TV朝鮮《揀擇－女人們的戰爭》飾演 大王大妃
- 2019年 tvN《愛的迫降》飾演 金允熙

#### 2020年代
- 2021年 JTBC《雪降花》飾演 崔秀蓮
- 2021年 tvN 《Mouse》飾演 崔英實
- 2023年 tvN《有益的欺詐》飾演 申瑞拉

### 電影
- 1980年：《伞下的三个女人》飾演 孝善
- 1983年：《野狗》
- 2000年：《災情告急》飾演 鄭明珍（特别出演）
- 2006年：《因为爱你，所以没关系》飾演 永恩
- 2010年：《哈库那玛塔塔：吉拉尼的故事》
- 2012年：《无情的都市》饰演 郑爱利
- 2015年：《没有结束的爱情奇迹，张基吕》
- 2019年：《柳烈的音樂專輯》（声音出演）